# Clamença Isaura
Clamença Isaura és un personatge mític de l'Edat Mitjana del país tolosà. La llegenda diu que va crear els Jocs Florals a Tolosa i esdevingué així una figura emblemàtica per molts poetes com Pèire Godolin.

## Biografia
Es pensa actualment que Clamença Isaura no va existir mai, que va ser un personatge inventat per a ajudar a la creació de la Acadèmia dels Jocs Florals en fer-ne una mena de protectora i mecenes d'aquesta institució. Aquella senyora sortida d'una de les més grans famílies de la noblesa llenguadociana, sense marit ni infants, s'hauria mort cap al 1500 quan tenia 50 anys. El nom Isaura va aparèixer pel primer cop el 1549 dins una ballada premiada als Jocs Florals. El seu cos hauria estat enterrat el 1557 sota l'altar de Maria, a l'església de la Daurada de Tolosa.

## Heretatge de Clamença Isaura

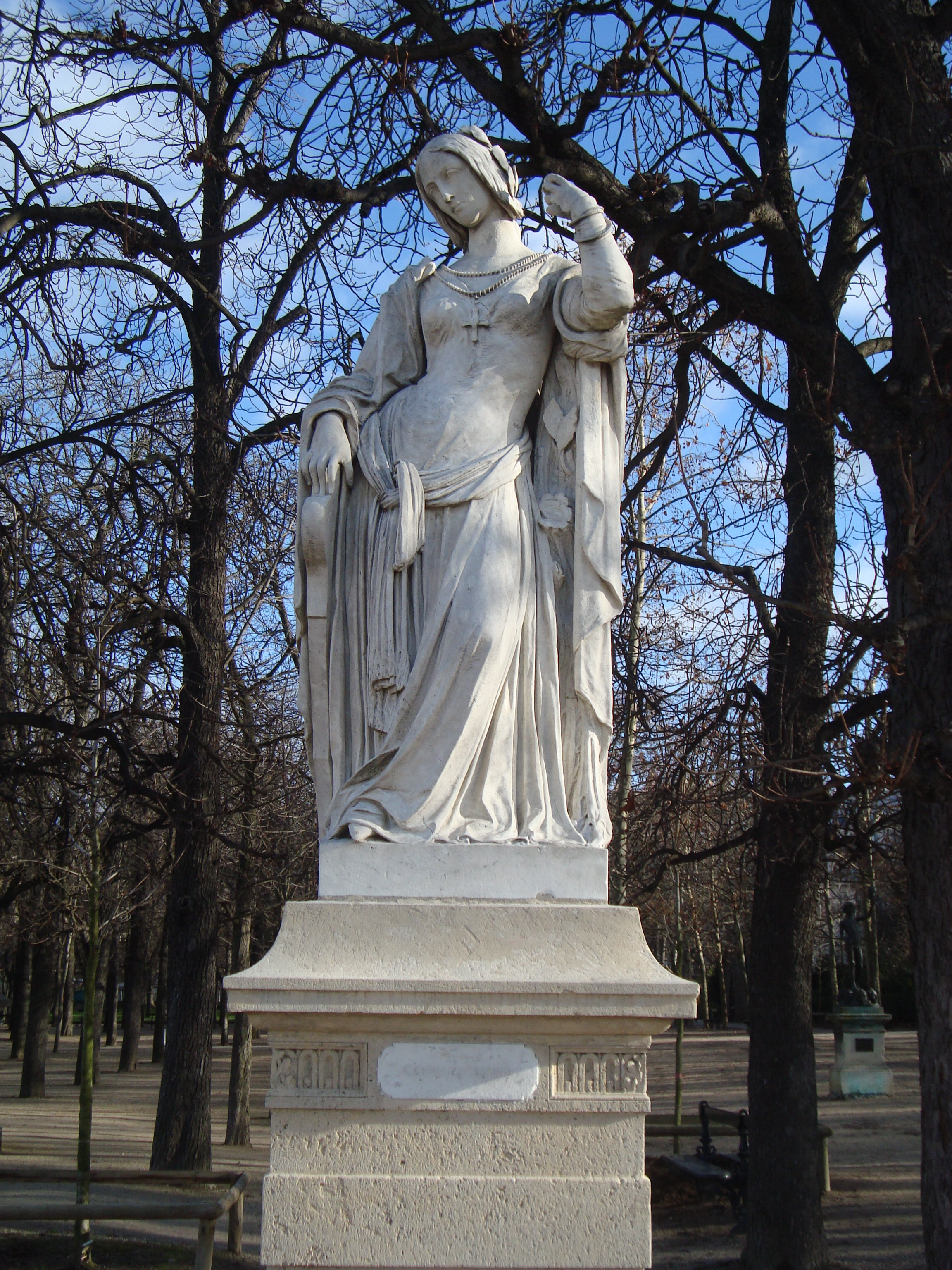
Clamença Isaura, escultura d'Antoine Augustin Préault. Jardí del Luxembourg (París, França)

Dama Clamença va venir el personatge emblemàtic i central dels jocs florals. I a partir del 1527, el 3 de maig es feia cada any el seu elogi públic. Més tard la figura de Clamença Isaura, encara que fos tan sols una llegenda, va inspirar molt artistes: poetes, escriptors i també pintors i escultors. Diversos indrets i construccions de l'àrea tolosana porten el nom d'aquella il·lustra senyora.